# Madam Hansen
Cathrine Marie Mahs Hansen (kendt som Madam (de) Hansen) (1720 – 4. september 1784) var Frederik V's yndlingselskerinde, og sammen fik de fire døtre og en søn. Sønnen levede dog kun ½ år, og den adlede slægt uddøde på mandslinjen.

## Biografi
Madam Hansen kendes især gennem Charlotte Dorothea Biehls skildring af det løsslupne liv ved Frederik V's hof. Hun indgik i et af kun få længerevarende forhold til kongen, som foretrak orgier med prostituerede. Man ved, at forholdet til kongen må være indledt senest 1746, hvor den ældste datter blev født. Hvor de to første børn blev født, vides ikke, men de tre yngre børn blev født på herregården Ulriksholm på Fyn, som var ejet af major Ulrik Frederik von Heinen. Ulriksholm var i øvrigt opført af Christian IV og givet til et af hans uægte børn med Vibeke Kruse, Ulrik Christian Gyldenløve. Biehl skriver, at Madam Hansen "gjorde adskillige Reiser til Fyen for at ligge i Barselsseng". Når graviditeten var fremskreden, blev Madam Hansen således sendt til Fyn for at føde. Formentlig har kongens indflydelsesrige overhofmarskal Adam Gottlob Moltke stået for arrangementet, for major von Heinen var Moltkes svoger.
Børnene blev døbt i den lokale sognekirke Kølstrup Kirke, hvor de blev indført i kirkebogen med faderen: "Frederik Hansen, Skibsskriver fra Gottenborg [Göteborg] til Kina". Ved det tredje barn Anna Maria de Hansens dåb 21. juli 1749 er fadderne anført som major von Heinen samt assessor Johan Caspar Rasch til Rønningesøgård og frøken Catharina Vilhelmina von Heinen. Kong Frederik blev dermed bekvemt gjort til en søfarer på langfart. Forholdet til kongen må være sluttet i 1752, hvorefter hun nævnes som "salig Søe-Captain de Hansens Efterleverske [enke]". Dernæst boede hun på gården Kejrup, som også var ejet af major von Heinen.
Det er i sekundære kilder blevet hævdet, at Madam Hansen som den eneste af kongens elskerinder skulle være blevet adlet, men der findes intet adelspatent eller andre dokumenter, der beviser en sådan handling, og prædikatet "de" er antaget. Hun ejede 1766-68 og 1771-74 herregården Klarskov i nabosognet til Ulriksholm. Hun solgte den og boede som lejer til sin død i 1784. Hun er begravet i Marslev Kirke. Der var imidlertid ingen af kongens elskerinder, heller ikke Madam de Hansen, som fik officiel anerkendelse og indflydelse på kongens regeringsførelse, og modsat 1600-tallets kongelige elskerinder blev de heller ikke overøst med privilegier og titler.
Der blev dog fra kongelig side taget godt hånd om de hansenske børn. Sønnen levede dårligt nok et år, men døtrene blev voksne og blev alle gift med mænd fra adelen eller det højere borgerskab. Ved ægteskabet fik de hver 3.000 rigsdaler til brudeudstyr samt en obligation på 7.000 rigsdaler fra partikulærkassen. Efterkommerne forblev meget længe på statens lønningsliste: Så sent som i 1862 modtog Anette Fehmann, datter af Anna Maria de Hansen og Peter Fehmann og i høj alder, årligt 400 rigsbankdaler fra hoffets kasse.
På Det Nationalhistoriske Museum på Frederiksborg Slot findes tre portrætmalerier af Madam de Hansen, hendes datter Frederikke Catherine og svigersønnen oberst Hans Frederik von Lützau, alle malet ca. 1764 af Jens Thrane den yngre, som også har malet major von Heinen til Ulriksholm.

## Børn med Frederik V
- Friederica Margareta de Hansen (1747 – 26. marts 1802)[2], gift 1763 med Johannes von Destinon
- Friederika Katherina de Hansen (17. juni 1748 – 2. maj 1822 i Korsør)[2], gift 1764 med Hans Frederik von Lützau (død 1789)
- Anna Maria de Hansen (20. juli 1749 – februar 1812)[2], gift 1. gang 1767 (skilt 1771) med Peter Fehmann, 2. gang med Peter van Meulengracht (død 1812)
- Sophie Charlotte de Hansen (18. juni 1750 – 24. december 1779)[2], gift 1767 med Henri Alexis d'Origny (død 1794)
- Ulrich Friedrich de Hansen (september 1751 – februar 1752)[2]